# 秋田砂丘
秋田砂丘（あきたさきゅう）は、秋田県中央部の日本海岸にある砂丘。

## 概要
秋田市下浜から、新屋、勝平、向浜、秋田港を抜けて、さらに、飯島、追分、出戸、二田、天王 (潟上市)、船越、脇本 (男鹿市) にいたる砂丘帯で、長さ約 40km、最大幅 5km。砂丘は8条からなるが、古い海成堆積層からなる台地の上に砂が堆積されたものである。1938年開削された雄物川放水路はこれを横断している。砂丘の一部は開発されており、工場なども多いが、松林の中に果樹園や畑も目立つ。近年、新屋、向浜、出戸から天王にかけての地域では、風力発電所の風車が多数林立している。